# Armee Aufkl Det 10
Armee Aufkl Det 10 ou AAD 10, é a mais recente unidade de operações especiais do Exército da Suíça. Começou a ser constituída em 2003, e sua principal missão é proteger tropas e cidadãos suíços no exterior, que estejam em situação de risco. É subordinada à Divisão de Reconhecimento e Granadeiros.